# Playa Puerto Cruz
Playa Puerto Cruz, es el nombre de una playa ubicada cerca de la localidad de Pedro González, en la Isla Margarita, Venezuela que cuenta con una playa que es de casi 1 km. largo. Con sus arenas blancas, colores intensos y aguas ligeramentes frías y oceánicas, es una de las atracciones turísticas más reconocidas de la isla. 
Esta playa es de aguas relativamente profundas y su oleaje es de moderado a fuerte.
Hasta el invierno de 2004 (noviembre) una torre de madera estaba en la playa cerca de las tiendas y el bar de la playa, fecha en que esta sería arrastrada por un mar de leva.
Puerto Cruz ha sido el lugar de la realización de numerosas películas y comerciales locales debido a su larga playa de arena blanca.
Aledaño a la misma se encuentra el complejo turístico Dunes Hotel & Beach Resort.